# Römische Marmorurne (Berlin SK 1125)
Die Römische Marmorurne mit nicht zugehörigem Deckel befindet sich heute in der Antikensammlung Berlin.

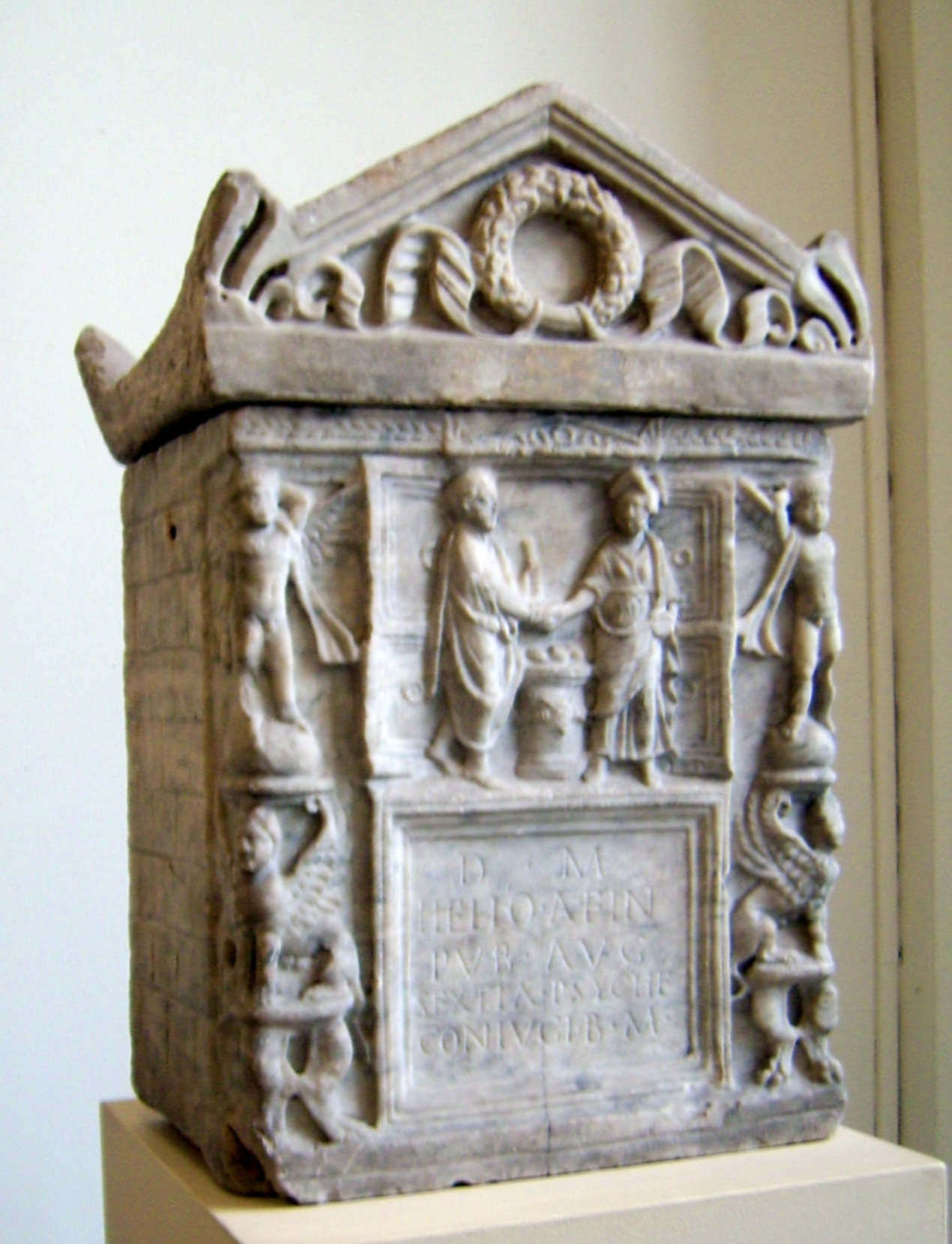
Die Marmorurne des Helius Afinianus

Die Urne, bei der festgestellt wurde, dass der Deckel nicht original zugehörig ist, wurde zu Beginn des 2. Jahrhunderts n. Chr. in der Stadt Rom gefertigt. Inschriftlich ist auf der Tabula (Tafel) dargelegt, wessen Überreste in der Urne bestattet waren:
D(is) M(anibus)
Helio Afin(iano)
pub(lico) aug(urum)
Sextia Psyche
coniugi b(ene) m(erenti)
Den Totengöttern.
Für Helius Afinianus,
öffentlicher Sklave der Auguren,
(hat dies errichtet) Sextia Psyche
für ihren Ehemann wohlverdientermaßen.
Demnach war der bestattete Helius Afinianius ein Staatssklave des Augurenkollegiums. Es ist anzunehmen, dass ein ähnlicher Deckel auch als originaler Abschluss gedient hatte. Die Urnenseiten sind wie Mauerwerk ausgearbeitet und unterstützen damit auch den architektonischen Charakter der Urne. Über der Tafel befinden sich geöffnete Türen, vor denen sich ein Ehepaar die Hand gibt. Geöffnete Türen waren bei der Darstellung von Ehepaaren üblich, hier verabschiedete sich der eine Ehepartner vom anderen. Die Türen symbolisierten den Übergang zur jenseitigen Welt. Da Helius Sklave war, konnte er nicht verheiratet gewesen sein, weshalb solche Darstellungen auch rein symbolischer Natur sein konnten. Allerdings bezeichnete ihn seine Lebensgefährtin Sextia Psyche auf der Inschrift mit dem üblichen Ausdruck coniunx für „Ehepartner“, wie auch in einer zweiten Inschrift des Paares.
Die Seiten der Urne waren aufwendig gestaltet. In der unteren Reliefzeile stehen beiderseitig der Tabula geflügelte Sphingen auf kleinen Tischen. Darüber stehen an den Seiten des Ehepaares Eroten, die in der Hand Tauben halten. Den oberen Abschluss bildet eine Leiste mit einem doppelten Spiralband. In der Mitte des Spiralbandes befindet sich ein Giebel, der zur darunter liegenden Tür gehört. Die Urne wurde in Rom gefunden und befand sich in der Sammlung Silvio Rione Arenula. Mindestens seit dem 17. Jahrhundert ist der kleine Grabbau in Berlin nachweisbar.